# Nepophasmophaga facialis
Nepophasmophaga facialis är en tvåvingeart som beskrevs av Townsend 1927. Nepophasmophaga facialis ingår i släktet Nepophasmophaga och familjen parasitflugor. Inga underarter finns listade i Catalogue of Life.